# Hyptia festiva
Hyptia festiva är en stekelart som först beskrevs av Taschenberg 1891.  Hyptia festiva ingår i släktet Hyptia och familjen hungersteklar. Inga underarter finns listade i Catalogue of Life.